# Szociáldarwinizmus

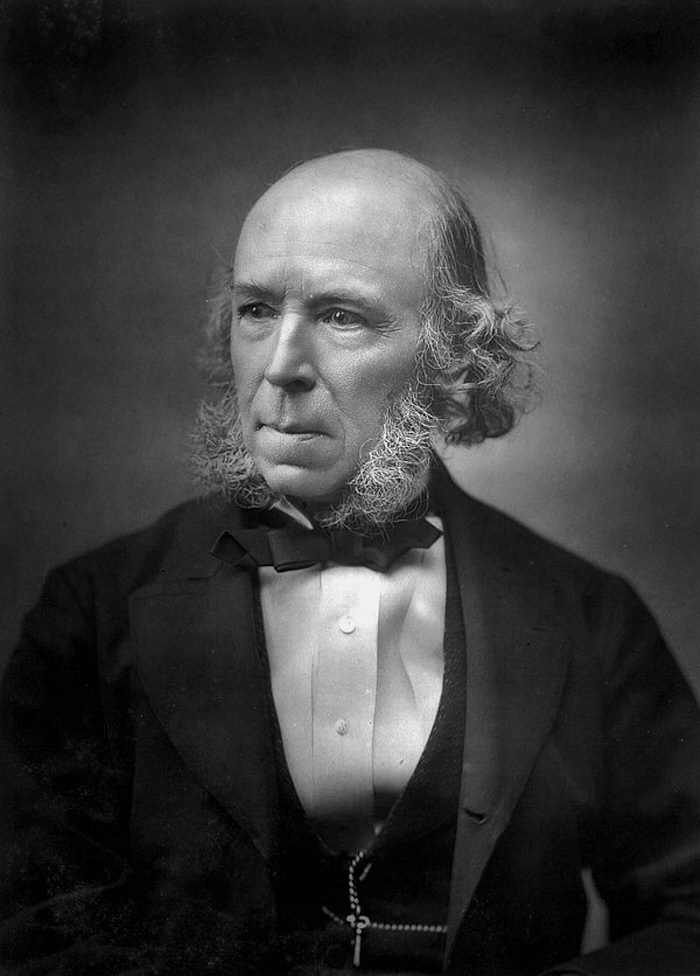
Herbert Spencer, aki filozófiájában az élővilág fejlődés-elméletét, a társadalmi életre, a tudományra és az emberi lélekre is alkalmazta

A szociáldarwinizmus különféle áltudományos elméletek a darwinizmusnak a társadalomra való kiterjesztésére. Azon alapul, hogy ahogy az élőlények közötti versengés és a természetes szelekció (a legrátermettebb túlélése) az evolúció motorja, úgy az emberi csoportok, nemzetek vagy eszmék közötti versengésen alapul a társadalmi fejlődés. 

## Története
Noha ma a darwinizmusra hivatkozva szokás meghatározni, valójában korábbi annál; legnevesebb képviselői Thomas Malthus angol demográfus, Herbert Spencer  angol filozófus, biológus, antropológus és szociológus és Francis Galton, akinek Charles Darwin műve, A fajok eredete elolvasása megváltoztatta az életét és az eugenika (fajegészségtan) szülőatyjává vált. 
A „szociáldarwinizmus” kifejezés Richard Hofstadter amerikai történész nyomán terjedt el.
Thomas Malthus az 1798-ban megjelent Tanulmány a népesedés törvényéről (angolul An Essay on the Principle of Population) című munkájában azt írta, hogy a népesség létszámát elsősorban olyan katasztrófák tartják egyensúlyban, mint a háborúk, a szárazság vagy a betegségek. Hitler szerint „csak azt kell szeretni, annak jár irgalom és gyengédség, aki hasznos”.
A darwinizmus legismertebb népszerűsítője, Ernst Haeckel német zoológus és filozófus fogalmazta meg az első „tudományos” fajelméletet, a rasszok első rangsorolását.
Az I. világháborút követően gyorsan veszített népszerűségéből és támogatottságából, és állítólagos tudományos állításait a második világháború végére nagyrészt hiteltelenítették az egyre növekvő tudományos konszenzus miatt, miszerint az eugenika és a tudományos rasszizmus nem megalapozható áltudomány. Az eugenikát hiteltelenné tette a genetika jobb megértése, amely megszégyenítette Hitler náci diktátor elméletének eugenikus érvekkel való használatát egy „mesterfaj” létrehozására. A második világháború alatt (1939-1945) a nácik több millió zsidót, romát (cigányt) és más népcsoportok tagjait gyilkolták meg, mert azt tanították, hogy alacsonyabb rendűek az idealizált árja fajnál.

## Lásd még
- Társadalmi osztály
- Meritokrácia